# Achrioptera maroloko
Achrioptera maroloko — вид примарових комах родини Phasmatidae.

## Поширення
Вид мешкає у тропічних лісах на півночі Мадагаскару. Відомий лишу у заповіднику Монтань-де-Франс. Цей вапняковий масив покритий листяним сухим лісом і раніше знаходився під загрозою тотальної вирубки, але наразі є охоронним комунальним заповідником.

## Опис
Описаний у 2019 році та виділений на основі генетичних тестів, раніше вважався різновидом Achrioptera spinosissima. Самиці завдовжки до 24 см.